# Виноградов, Леонид Аркадьевич
Леонид Аркадьевич Виноградов (27 июня 1936, Москва — 1 апреля 2004, там же) — русский поэт, прозаик, драматург.

## Биография
Окончил юридический факультет Ленинградского университета.
В советское время выступал в официальной печати как автор пьес для детей и взрослых (в соавторстве с Михаилом Ерёминым, в том числе инсценировки «Слова о полку Игореве» и повести А. Н. Толстого «Аэлита»). Входил в одну из самых ранних (с 1957 г.) ленинградских групп неподцензурной поэзии, впоследствии получившей название «филологическая школа», или УВЕК (по первым буквам фамилий участников: Владимира Уфлянда, Виноградова, Ерёмина и Сергея Кулле). 
Первая публикация стихов в России — в 1997 г.
По складу поэтического дарования Виноградов — миниатюрист, большинство его стихотворений не превышает четырёх строк. Его миниатюры, в которых преобладает мягкий юмор, своей опорой на речевую стихию близки московскому минимализму (в лице, например, Ивана Ахметьева), однако метод поэтической обработки материала у Виноградова более традиционен, и полные самородной поэзии фрагменты речи он, как правило, облекает в строго метрическую форму, стремясь к особой отточенности рифмы:
На мой медный грошик
человечности
отпусти мне, Божик,
кило вечности.
Не чужды были Виноградову и формальные эксперименты: ещё на рубеже 1950-60-х гг. он начал сочинять моностихи, в конце 1990-х разложил некоторые свои тексты в так называемые «горизонтальные стихи» (каждая строка на отдельной странице), прибегал и к другим приёмам визуализации стиха: так, моностих
Тропинкаприлиплакботинку
— записан Виноградовым без пробелов между словами, то есть мотив «прилипания» дан не только словесно, но и иконически.

## Труды
- Чистые стихи. — М.: Фирма «Граффити», 1999.
- Стихи с пятнышком. — М.: Фирма «Граффити», 1999.
- Холодные стихи. — М.: Фирма «Граффити», 1999.
- Горизонтальные стихи. — М.: Фирма «Граффити»; Тверь: Kolonna, 2001.
- Фамильные стихи. — М.: Фирма «Граффити»; Тверь: Kolonna, 2001.
- Потешные стихи. — М.: ОГИ, 2003.
- Утро Фауста: Роман. — М.: Виртуальная галерея, 2003.
- Жалостные стихи. — М.: Культурный слой, 2004. ISBN 5-98583-003-9